# Номоконовське сільське поселення
Номоко́новське сільське поселення (рос. Номоконовское сельское поселение) — сільське поселення у складі Шилкинського району Забайкальського краю Росії.
Адміністративний центр — село Номоконово.

## Історія
2013 року було утворено село Нижнє Номоконово шляхом виділення зі складу села Номоконово.

## Населення
Населення сільського поселення становить 523 особи (2019; 610 у 2010, 706 у 2002).

## Склад
До складу сільського поселення входять:
| Населений пункт        | Населення, осіб (2002) | Населення, осіб (2010) |
| ---------------------- | ---------------------- | ---------------------- |
| Берея, село            | 154                    | 121                    |
| Нижнє Номоконово, село | -                      | -                      |
| Номоконово, село       | 552                    | 489                    |